# Kommunalreformen (1970)
 For alternative betydninger, se Kommunalreformen. (Se også artikler, som begynder med Kommunalreformen)
Kommunalreformen i 1970 var den hidtil største reform af det danske kommunestyre, der den 1. april 1970 (deraf navnet) reducerede antallet af kommuner fra 1098 til 277 og antallet af amter fra 25 til 14. Det samlede antal kommuner blev 1. april 1974 yderligere reduceret – denne gang til 275, som forblev uændret indtil 2003. For en tabel over udviklingen i antallet af kommuner, se Strukturreformen#Kommunerne gennem tiderne.
Ved en lignende reform i 2007, kaldet Strukturreformen, blev antallet af kommuner reduceret til 98, og amterne blev nedlagt og erstattet af 5 regioner.

## Baggrund
Erhvervsfordelingen og dermed arbejdsmarkedet ændrede sig drastisk i 1950'ernes Danmark, og byerne voksede kraftigt uden om bykernerne. Nogle kommuner havde derfor stagnerende eller ligefrem faldende indbyggertal, mens andres indbyggertal steg kraftigt. Det var især de større købstæder der tiltrak nye indbyggere, og det var derfor også dem, der stod overfor de største administrative opgaver, der efterhånden blev uoverkommelige for den begrænsede kommunale administration på den tid. Værst stod det dog til i landkommunerne, der efter Folkeskoleloven i 1958 skulle afvikle landsbyskolerne. Reformen af skolevæsenet i 1958 tillod landkommunerne at indgå såkaldte tværkommunale skoleforbund, for at sikre, at de kunne tilbyde den lovpligtige undervisning til deres borgere.
Indenrigsministeriet foretog i begyndelsen af 1960'erne omfattende analyser af sammenhængen mellem indbyggernes bopæl og arbejdsplads, samt organiseringen af den offentlige sektor. Det blev bl.a. undersøgt hvorvidt kommunens indbyggertal spiller ind på en kommunes finansiering af lokal offentlig service.
Konklusionen var klar i 1966, og der blev opstillet tre hovedprincipper for den fremtidige kommunale inddeling.
Hvis en kommune skulle kunne levere en effektiv service til sine indbyggere, blev det beregnet, at kommunen ikke kunne have færre end 5000-6000 indbyggere, hvilket på denne tid blev vurderet som et tilstrækkeligt grundlag for et alderdomshjem og egen skole. Amterne skulle have 250.000-300.000 indbyggere, før der blev et tilstrækkeligt grundlag for et fuldt udbygget centralsygehus. Et andet problem, var at de fleste købstæder i realiteten sørgede for service, infrastruktur og arbejdspladser for de omliggende landkommuner, uden at landkommunerne betalte for det; det betød reelt at landkommunernes indbyggere var i et "skattely". Løsningen på dette finansieringsproblem blev, at man lagde netop de berørte kommuner sammen, som i forvejen udgjorde et geografisk sammenhængende byområde. Samtidig foreslog man at ophæve købstædernes særlige status, der i mange år havde givet købstæderne fortrinsret til handel. Købstæderne havde desuden stået for eget hospitalsvæsen – ligesom amterne også gjorde det. Det blev i forbindelse med reformen lagt under amterne.

## Geografiske ændringer

### Kommuner
I 1965 var antallet af købstads- og landkommuner størst, i alt 1345, hvoraf 1257 var landkommuner og 88 købstadskommuner. Der var siden oprettelsen af landkommuner med selvstyre ved kommunalreformen i 1841 sket en kontinuerlig stigning i antallet af kommuner. Ved reformen i 1841 var der 1021 landkommuner. Amterne førte tilsyn med landkommunerne, mens købstæderne blev tilset af Indenrigsministeriet. Det var først omkring 1960 at det første demokratiske valg til amtsrådene fandt sted.
Skjern var den sidste danske by, som fik tildelt købstadsrettigheder. Det skete i 1958.
Allerede i 1966 blev der foretaget frivillige sammenlægninger af kommunerne, således at antallet ved kommunalreformen i 1970 var reduceret til 1098. Da 821 af disse kommuner havde under 3.000 indbyggere, havde de ingen ansatte udover borgmesteren og en kæmner (regnskabsansvarlig/direktør (fx i Sindal Kommune indtil 1996)). Pr. 1. april 1970 blev antallet af kommuner reduceret til 277, hvorefter købstæderne også mistede deres privilegier. I 1974 blev antallet af kommuner reduceret yderligere til 275, idet Sengeløse Kommune blev en del af Høje-Taastrup Kommune, og Store Magleby og Dragør Sogne blev lagt sammen til Dragør Kommune. Kommunalreformkommissionen lod en del mindre grænsereguleringer udskyde til 1. april 1972.

### Amter (og Statsamt)
Antallet af amter blev reduceret fra 25 til 14. Københavns og Frederiksberg Kommuner forblev udenfor amtslig inddeling. De gamle amter levede dog videre som statsamter. Statsamtet København (uden Københavns Kommune) varetog udover for Københavns Amt også opgaver for Frederiksberg Kommune, mens opgaver for Københavns Kommune blev varetaget af Københavns Overpræsidium, der blev ledet af overpræsidenten.

## De nye kommuner og amter
De fleste kommuner blev oprettet med virkning fra 1. april 1970, men Dragør Kommune og Store Magleby Kommune blev først slået sammen til Dragør Kommune og Høje-Taastrup Kommune og Sengeløse Kommune til den nye Høje-Tåstrup Kommune fra 1974. Sengeløse Kommune var blevet oprettet 1. april 1970.

### Københavns og Frederiksberg kommuner
Københavns Kommune og Frederiksberg Kommune fortsatte som hidtil og varetog fortsat både primærkommunale og amtskommunale opgaver. De hørte således ikke under Københavns Amtskommune, men var udenfor den amtskommunale inddeling. Denne ordning bortfaldt med strukturreformen i 2007.

### Københavns Amt
Omfattede 20 kommuner. Dækkede ca. samme område som Københavns Amt dækkede frem til 1808, hvor Roskilde Amt kom under Københavns Amt. Ved kommunalreformen blev Roskilde Amt og Københavns Amt skilt igen. Amtssædet lå i Glostrup.
| Københavns Amt | Københavns Amt             | Københavns Amt                                                |
| Tidligere | Ny                         | Bemærkninger                                                  |
| --- | -------------------------- | ------------------------------------------------------------- |
| Ballerup-Måløv | Ballerup-Måløv             | Senere omdøbt til Ballerup Kommune                            |
| Brøndbyvester-Brøndbyøster | Brøndbyvester-Brøndbyøster | Senere omdøbt til Brøndby Kommune                             |
| Dragør | Dragør                     | Sammenlagt med Store Magleby i 1974 til Dragør Kommune        |
| Gentofte | Gentofte                   |                                                               |
| Gladsaxe | Gladsaxe                   |                                                               |
| Glostrup | Glostrup                   |                                                               |
| Herlev | Herlev                     |                                                               |
| Herstedøster-Herstedvester | Herstedøster-Herstedvester | I 1973 omdøbt til Albertslund Kommune                         |
| Hvidovre | Hvidovre                   |                                                               |
| Høje-Taastrup, Reerslev Sogn (Reerslev-Vindinge Kommune), Soderup By og den østlige del af Marbjerg By i Fløng Sogn (Hvedstrup-Fløng Kommune), samt Fløng Hede og en del af Store-Hede (Roskilde Kommune) og en række matrikler i Torslundemagle By (Torslunde-Ishøj Kommune) | Høje-Taastrup              | Sengeløse blev lagt sammen med kommunen i 1974                |
| Ledøje-Smørum | Ledøje-Smørum              |                                                               |
| Lyngby-Taarbæk | Lyngby-Taarbæk             |                                                               |
| Rødovre | Rødovre                    |                                                               |
| Sengeløse | Sengeløse                  | Blev lagt sammen med Høje Taastrup Kommune i 1974             |
| Store Magleby | Store Magleby              | Blev lagt sammen med Dragør Kommune i 1974 til Dragør Kommune |
| Søllerød | Søllerød                   |                                                               |
| Torslunde-Ishøj (undtagen en række matrikler i Torlundemagle by) | Torslunde-Ishøj            | Senere omdøbt til Ishøj Kommune.                              |
| Tårnby | Tårnby                     |                                                               |
| Vallensbæk | Vallensbæk                 |                                                               |

### Frederiksborg Amt
Omfattede 19 kommuner. Ligner i store træk det gamle Frederiksborg Amt. Amtssædet forblev i Hillerød.
| Frederiksborg Amt | Frederiksborg Amt   | Frederiksborg Amt                              |
| Tidligere | Ny                  | Bemærkninger                                   |
| --- | ------------------- | ---------------------------------------------- |
| Lillerød, Lynge-Uggeløse (undtagen Lindholm og en række matrikler), Allerød, Blovstrød, Høvelte, Ravnsholt Skov, Sandholm, Sønderskov og Tokkekøb Hegn samt en række matrikler ved Sjælsø (Blovstrød Kommune og en række matrikler i Børstingerød By (Hillerød Kommune) | Allerød             |                                                |
| Asminderød-Grønholt, Nødebo Overdrev (Esbønderup-Nødebo Kommune) | Asminderød-Grønholt | Omdøbt til Fredensborg-Humlebæk Kommune i 1971 |
| Birkerød (undtagen en række matrikler i Isterød By) | Birkerød            |                                                |
| Farum | Farum               |                                                |
| Frederikssund, Græse-Sigerslevvester, Oppe Sundby-Snostrup | Frederikssund       |                                                |
| Frederiksværk, Kregne-Vinderød, Melby, Ølsted | Frederiksværk       |                                                |
| Blistrup, Søborg-Gilleleje, Esbønderup Sogn (Esbønderup-Nødebo Kommune), Græsted Sogn (Græsted-Mårum Kommune) | Græsted-Gilleleje   |                                                |
| Helsinge-Valby, Ramløse-Anisse, Vejby-Tibirke, Mårum Sogn (Græsted-Mårum Kommune) | Helsinge            |                                                |
| Helsingør, Tikøb | Helsingør           |                                                |
| Hillerød (undtagen en række matrikler i Børstingerød By), Alsønderup, Harløse, Nødebo Sogn (Undtagen Nødebo Overdrev) (Esbønderup-Nødebo Kommune) | Hillerød            |                                                |
| Hundested | Hundested           |                                                |
| Hørsholm, en række matrikler i Isterød By (Birkerød Kommune), samt den resterende del af Blovstrød der ikke indgår i den nye Allerød Kommune | Hørsholm            |                                                |
| Jægerspris, Kyndby-Krogstrup | Jægerspris          |                                                |
| Karlebo | Karlebo             |                                                |
| Skibby | Skibby              |                                                |
| Lille Lyngby, Skævinge-Gørløse, Strø | Skævinge            |                                                |
| Slangerup By, Slangerup Landsogn, Uvelse, den del af Jørlunde Kommune der ligger nord for Jørlunde Å, Lindholm, samt en række matrikler i Uggeløse (Lynge-Uggeløse Kommune)                                                                                             | Slangerup           |                                                |
| Slagslunde-Ganløse, Stenløse-Veksø | Stenløse            |                                                |
| Ølstykke og den del af Jørlunde Kommune der ligger syd for Jørlund Å | Ølstykke            |                                                |

### Roskilde Amt
Omfattede 11 kommuner. Amtssædet blev skilt fra Københavns Amt, som det havde været frem til 1808. Amtssædet lå i Roskilde.
| Roskilde Amt | Roskilde Amt | Roskilde Amt |
| Tidligere | Ny           | Bemærkning   |
| --- | ------------ | ------------ |
| Hyllinge-Lyngby, Rye-Sonnerup, Sæby-Gjershøj | Bramsnæs     |              |
| Greve-Kildebrønde, Tune, samt en række matrikler i Karlstrup (Karlslunde-Karlstrup Kommune) | Greve        |              |
| Jyllinge-Gundsømagle, Ågerup-Kirkerup, Hvedstrup Sogn (Hvedstrup-Fløng Kommune) | Gundsø       |              |
| Hvalsø-Særløse, Såby-Kisserup | Hvalsø       |              |
| Køge, Højelse, Ølsemagle, Herfølge | Køge         |              |
| Herslev-Gevninge, Lejre, Kornerup Sogn (Kornerup-Svogerslev Kommune) | Lejre        |              |
| Ramsø, Ørsted-Dåstrup, Skalstrup (Roskilde Vor Frue Kommune) | Ramsø        |              |
| Roskilde (undtagen Fløng Hede og en del af Store-Hede), Himmelev, den resterende del af Fløng sogn, Svogerslev Sogn (Kornerup-Svogerslev), Vindinge Sogn (Reerslev-Vindinge), Roskilde Vor Frue (undtagen Skalstrup) | Roskilde     |              |
| Borup-Kimmerslev, Ejby-Nørre Dalby, Skovbo | Skovbo       |              |
| Havdrup-Solrød, Jersie-Kirke Skensved, samt Karlstrup Sogn (undtagen en række matrikler der falder under Greve Kommune)                                                                                              | Solrød       |              |
| Strøby, Vallø | Vallø        |              |

### Vestsjællands Amt
Omfattede 23 kommuner. Var hovedsageligt en sammenlægning af Holbæk Amt og Sorø Amt, samt en del af Præstø Amt. Amtssædet lå i Sorø.
| Vestsjællands Amt | Vestsjællands Amt | Vestsjællands Amt |
| Tidligere | Ny                | Bemærkninger      |
| --- | ----------------- | ----------------- |
| Bregninge-Bjergsted, Føllenslev-Særslev, Sejerø, Viskinge-Avnsø | Bjergsted         |                   |
| Dianalund | Dianalund         |                   |
| Asnæs, Fårevejle, Grevinge, Vallekilde-Hørve | Dragsholm         |                   |
| Fuglebjerg, Kvislemark Sogn (Holsteinborg Kommune) og Fyrendal Sogn (Holsteinborg Kommune) | Fuglebjerg        |                   |
| Gørlev-Bakkendrup, Helsinge-Drøsselbjerg, Svallerup | Gørlev            |                   |
| Hashøj (undtagen en række matrikler i Slots-Bjærgby By og sogn) | Hashøj            |                   |
| Haslev, Teestrup | Haslev            |                   |
| Holbæk, Sønder Asmindrup-Grandløse, Butterup-Tuse, Orø, Tuse Næs, Ågerup, samt en række matrikler i Allerup-Springstrup, Borup og i Tingtved (Jernløse Kommune)                                                          | Holbæk            |                   |
| Jordløse, Rørby, Store Fuglede-Lille Fuglede, Ubby, Værslev | Hvidebæk          |                   |
| Høng | Høng              |                   |
| Jernløse (undtagen en række matrikler i Allerup-Springstrup, Borup og i Tingtved) | Jernløse          |                   |
| Kalundborg, Raklev, Røsnæs, Årby | Kalundborg        |                   |
| Korsør, Tårnborg, Vemmelev-Hemmeshøj | Korsør            |                   |
| Nykøbing Sjælland, Rørby, samt Nygård By (Højby Kommune), en del af Stårup By (Højby Kommune), og en del af Annebjerggård Hovedgård (Højby Kommune)                                                                      | Nykøbing-Rørvig   |                   |
| Ringsted, Benløse, Haraldsten-Allindemagle, Jystrup-Valsølille, Kværkeby, Nordrupøster-Farendløse, Sneslev, Vetterslev-Høm, Vigersted, Ørslev, samt Bringstrup Sogn, Gyrstinge Sogn, Sigersted Sogn (Fjenneslev Kommune) | Ringsted          |                   |
| Skælskør, samt Holsteinborg Sogn, Venslev Sogn, Ørslev Sogn og Sønder Bjerge Sogn (Holsteinborg Kommune) | Skælskør          |                   |
| Slagelse, Hejninge, Stillinge, Slagelse Skt. Peders Landsogn, Slagelse Skt. Mikkels Landsogn, Vestermose, samt en række matrikler i Slots-Bjærgby By og Sogn (Hashøj Kommune)                                            | Slagelse          |                   |
| Sorø, Bromme, Lynge-Broby, Pedersborg, Slaglille-Bjernede, samt Alsted Sogn og Fjenneslev Sogn (Fjenneslev Kommune) | Sorø              |                   |
| Flinterup, Munke-Bjergby, Stenmagle | Stenlille         |                   |
| Svinninge | Svinninge         |                   |
| Holmstrup, Jyderup, Mørkøv, Skamstrup-Frydendal, Stigs-Bjergby | Tornved           |                   |
| Egebjerg, Nørre Asminderup, Odden, Vig, Højby (undtagen Nygård By, en del af Stårup By og en del af Annebjerggård Hovedgård)                                                                                             | Trundholm         |                   |
| Tølløse | Tølløse           |                   |

### Storstrøms Amt
Omfattede 24 kommuner. Bestod primært af en sammenlægning af Præstø Amt og Maribo Amt. Amtssædet lå i Nykøbing Falster.
| Storstrøms Amt | Storstrøms Amt   | Storstrøms Amt |
| Tidligere | Ny               | Bemærkninger   |
| --- | ---------------- | -------------- |
| Alslev, Fakse, Karise, Spjellerup-Smerup | Fakse            |                |
| Everdrup, Snesere, samt Hammer Sogn, Mogenstrup Sogn, Næstelsø Sogn og Vester Egesborg Sogn (Fladså Kommune) | Fladså           |                |
| Holeby, samt Torslunde Sogn og den østlige del af Højbygaard Hovedgaard (Tågerup Sogn) og en række matrikler i Hyldtofte By, Lungholm Inddæmning og Hyllekrog | Holeby           |                |
| Holmegaard (undtagen Rislev Sogn), Toksværd | Holmegaard       |                |
| Vesterborg, Højreby (undtagen en række matrikler, Sæbyholm Hovedgaard og Halsted Sogn) | Højreby          |                |
| Kalvehave, Mern, Øster Egesborg | Langebæk         |                |
| Maribo, Askø, Bandholm, Hillested, Hunseby, Maribo Landsogn, Stokkemarke, Østofte | Maribo           |                |
| Møn | Møn              |                |
| Nakskov, Branderslev, samt en række matrikler i Vester Karleby og Ringsebølle (Herredskirke Sogn), en række matrikler i Sæbyholm Hovedgaard (Halsted Sogn), en række matrikler i Holleby (Arninge Sogn), en række matrikler i Saunsø Vig (Vestenskov Sogn), og Stensø (Vestenskov Sogn) | Nakskov          |                |
| Nykøbing Falster, Toreby, Systofte (undtagen enkelte matrikler i Orupgård Hovedgård), Tingsted (undtagen enkelte matrikler i Hannenov Skov, og en enkelt matrikel i Bruntofte), Kringelborg i Sønder Vedby, den vestlige del af Brændte Ege, en række matrikler i Tjæreby, Hasselø Inddæmning (undtagen enkelte matrikler) i Idestrup Sogn, Ny Kirstineberg Hovedgård og Klodskov Skov (undtagen enkelte matrikler) i Ønslev-Eskilstrup Kommune og en række matrikler i Væggerløse Kommune | Nykøbing Falster |                |
| Nysted, Døllefjelde-Musse, Herritslev, Nysted Landsogn, Kettinge-Bregninge, Vester Ulslev, Øster Ulslev-Godsted | Nysted           |                |
| Næstved, Rønnebæk Sogn, Vejlø Sogn, Rislev Sogn, Fodby, Herlufsholm, Hyllinge, Marvede, Vallensved | Næstved          |                |
| Gundslev, Kippinge-Brarup-Stadager, Nørre Alslev-Nørre Kirkeby, Nørre Vedby, Vålse, Torkilstrup-Lillebrænde, Ønslev-Eskilstrup (undtagen Ny Kirstineberg Hovedgård og Klodskov Skov (undtagen enkelte matrikler)) og en enkelt matrikel i Bruntofte (Tingsted Kommune) | Nørre-Alslev     |                |
| Præstø, Beldringe Sogn, Bårse Sogn | Præstø           |                |
| Birket, Fejø, Femø, Horslunde-Nordlunde, Købelev, Sandby, Utterslev, Vindeby, Herredskirke-Løjtofte (undtagen en række matrikler i Vester Karleby og Rinseby) | Ravnsborg        |                |
| Gloslunde-Græshave, Rudbjerg (undtagen en række matrikler i Holleby (Arninge Sogn), en række matrikler i Saunsø Vig (Vestenskov Sogn), og Stensø (Vestenskov Sogn)) | Rudbjerg         |                |
| Rødby, Nebbelunde-Sædinge, Ringsebølle, Tirsted-Skørringe-Vejleby, Tågerup Sogn (undtagen Torslunde Sogn og den østlige del af Højbygaard Hovedgaard) | Rødby            |                |
| Rønnede, Sønder Dalby | Rønnede          |                |
| Sakskøbing, Majbølle, Radsted, Sakskøbing Landsogn, Slemminge-Fjelde, Tårs, Vigsnæs, Våbensted-Engestofte | Sakskøbing       |                |
| Boestofte, Hellested, Stevns, Store Heddinge | Stevns           |                |
| Stubbekøbing, Falkerlev, Horbelev, Karleby-Horreby-Nørre Ørslev, Maglebrænde, Åstrup, Sønder Kirkeby-Sønder Alslev (undtagen en række matrikler i Egebjerg (Sønder Kirkeby Sogn) og en enkelt matrikel i Orupgård Hovedgård), samt enkelte matrikler i Orupgård Hovedgård (Systofte Kommune) og enkelte matrikler i Hannenov Skov (Tingsted Kommune) | Stubbekøbing     |                |
| Herlufmagle-Tybjerg, Suså | Suså             |                |
| Skelby-Gedesby, Idestrup (undtagen Kringelborg i Sønder Vedby, den vestlige del af Brændte Ege, en række matrikler i Tjæreby, Hasselø Inddæmning (undtagen enkelte matrikler), Væggerløse (undtagen en række matrikler) og en række matrikler i Egebjerg, og en enkelt matrikel i Orupgård Hovedgård i Sønder Kirkeby-Sønder Alslev | Sydfalster       |                |
| Vordingborg, Køng-Lundby, Kastrup, Ørslev, Sværdborg samt Udby Sogn (Bøgebjerg Kommune) | Vordingborg      |                |

### Bornholms Amt
Omfattede 5 kommuner. Amtssædet lå i Rønne. Amtet fortsatte som det har set ud siden 1662.
| Bornholms Amt                                                                                             | Bornholms Amt   | Bornholms Amt |
| Tidligere                                                                                                 | Ny              | Bemærkninger  |
| --- | --------------- | ------------- |
| Allinge-Sandvig, Olsker, Rø, Østerlars-Gudhjem, Østermarie                                                | Allinge-Gudhjem |               |
| Hasle, Hasle Landdistrikt, Klemensker, Rutsker, Nyker (undtagen den sydvestlige del af Nyker Udmark)      | Hasle           |               |
| Nexø, Svaneke, Bodilsker, Ibsker, Poulsker                                                                | Nexø            |               |
| Rønne, Knudsker                                                                                           | Rønne           |               |
| Aakirkeby, Nylars, Pedersker, Vestermarie, Åker, samt den sydvestlige del af Nyker Udmark (Nyker Kommune) | Aakirkeby       |               |

### Fyns Amt
Omfattede 32 kommuner. En sammenlægning af Odense og Svendborg amter. 20 af kommunerne blev ikke påvirket (arealmæssigt) af kommunalreformen. Amtssædet lå i Odense.
| Fyns Amt | Fyns Amt     | Fyns Amt |
| Tidligere | Ny           | Bemærkninger |
| --- | ------------ | --- |
| Assens | Assens       | |
| Bogense | Bogense      | |
| Broby | Broby        | |
| Hundstrup, Kirkeby, Lunde, Ollerup-Skerninge, Stenstup, Ulbølle | Egebjerg     | |
| Brenderup, Ejby, Fjeldsted-Harndrup, Indslev, Gelsted | Ejby         | |
| Faaborg, Brahe-Trolleborg, Diernæs, Horne, Håstrup, Svanninge, Vester Åby, Øster Hæsinge, Åstrup                                                                                           | Faaborg      | |
| Glamsbjerg | Glamsbjerg   | |
| Gudbjerg, Gudme-Brudager, Hesselager, Oure-Vejstrup | Gudme        | |
| Haarby | Haarby       | |
| Kerteminde | Kerteminde   | |
| Langeskov | Langeskov    | |
| Marstal | Marstal      | |
| Middelfart, Middelfart Købstads Landdistrikt, Kauslunde-Gamborg, Vejlby-Strib | Middelfart   | |
| Munkebo | Munkebo      | |
| Nyborg, Aunslev-Bovense, Hjulby, Vindinge | Nyborg       | |
| Nørre Åby | Nørre Åby    | |
| Odense, Allerup-Davinde, Allesø-Næsbyhovedbroby, Brændekilde-Bellinge, Dalum, Fjordager, Fraugde, Korup-Ubberud, Lumby, Pårup, Sanderum, Stenløse-Fangel, samt Højby Sogn (Årslev Kommune) | Odense       | |
| Otterup | Otterup      | |
| Espe, Heden, Hillerslev, Krarup, Ringe, Sønder Højrup, Vantinge | Ringe        | |
| Rudkøbing | Rudkøbing    | |
| Gislev, Kværndrup, Ryslinge | Ryslinge     | |
| Svendborg, Egense, Skårup, Thurø, Tved, Tåsinge | Svendborg    | |
| Sydlangeland | Sydlangeland | |
| Søndersø | Søndersø     | |
| Tommerup | Tommerup     | |
| Tranekær | Tranekær     | |
| Flødstrup, Ullerslev | Ullerslev    | |
| Vestærø | Vestærø      | Blev oprettet i 1966 ved en sammenlægning af Ærøskøbing, Bregninge, Rise, Søby og Tranderup kommuner. Skiftede navn til Ærøskøbing Kommune i oktober 1970. |
| Vissenbjerg | Vissenbjerg  | |
| Ørbæk | Ørbæk        | |
| Rolfsted, Årslev (undtagen Højby Sogn) | Årslev       | |
| Aarup | Aarup        | |

### Sønderjyllands Amt
Omfattede 23 kommuner. En sammenlægning af Haderslev, Tønder, og Aabenraa-Sønderborg amter. Amtssædet lå i Aabenraa.
| Sønderjyllands Amt | Sønderjyllands Amt | Sønderjyllands Amt                                                              |
| Tidligere | Ny                 | Bemærkninger                                                                    |
| --- | ------------------ | ------------------------------------------------------------------------------- |
| Augustenborg, Asserballe-Notmark, samt en række matrikler i Vollerup (Ulkebøl Kommune)                                                                 | Augustenborg       |                                                                                 |
| Bov, Holbøl | Bov                |                                                                                 |
| Ballum, Brede, Randerup, Skast, Visby | Bredebro           |                                                                                 |
| Broager | Broager            |                                                                                 |
| Christiansfeld, Aller, Frørup, Hjerndrup, Stepping, Tyrstrup, Bjerning (undtagen Ladegård), Fjelstrup (undtagen Sillerup), Hejls, Taps, Vejstrup       | Christiansfeld     |                                                                                 |
| Gram, Højrup | Gram               |                                                                                 |
| Graasten | Graasten           |                                                                                 |
| Haderslev, Grarup, Halk, Hoptrup, Moltrup, Starup, Vilstrup, Vonsbæk, Øsby, Åstrup, samt Sillerup (Fjelstrup kommune) og Ladegård (Bjerning kommune)   | Haderslev          |                                                                                 |
| Højer, Daler, Emmerlev, Hjerpsted, Højer Landsogn | Højer              |                                                                                 |
| Bovrup, Felsted, Kliplev, Varnæs | Lundtoft           |                                                                                 |
| Løgumkloster, Løgumkloster Landsogn, Nørre Løgum, Højst, Bedsted Lø                                                                                    | Løgumkloster       |                                                                                 |
| Nordborg, Egen, Havnbjerg, Holm, Oksbøl, Pøl, Svendstrup                                                                                               | Nordborg           |                                                                                 |
| Agerskov, Bevtoft, Branderup, Toftlund, Arrild | Nørre-Rangstrup    |                                                                                 |
| Hjerting, Hygum, Jels, Lintrup, Rødding, Skodborg, Skrave, Øster Lindet                                                                                | Rødding            |                                                                                 |
| Egvad, Hellevad, Hjortkær, Øster Løgum, Rise (undtagen Søst, Rise, Brunde og Rise-Hjarup ejerlav)                                                      | Rødekro            |                                                                                 |
| Brøns, Døstrup, Mjolden, Rejsby, Rømø, Skærbæk, Vodder                                                                                                 | Skærbæk            |                                                                                 |
| Sundeved (undtagen en matrikel og en vej), samt en matrikel og en vej i Dybbøl kommune                                                                 | Sundeved           | Dannet ved frivillig sammenlægning af Nybøl, Sottrup og Ullerup kommuner i 1968 |
| Hørup, Kegnæs, Lysabild, Tandslet | Sydals             |                                                                                 |
| Sønderborg, Dybbøl (undtagen en matrikel og en vej), Ulkebøl (undtagen en række matrikler i Vollerup), samt en matrikel og en vej fra Sundeved kommune | Sønderborg         |                                                                                 |
| Burkal, Bylderup, Ravsted, Tinglev | Tinglev            |                                                                                 |
| Tønder, Abild, Hostrup, Møgeltønder, Tønder Landsogn, Udbjerg                                                                                          | Tønder             |                                                                                 |
| Hammelev, Jegerup, Maugstrup, Nustrup, Oksenvad, Sommersted, Vedsted, Vojens                                                                           | Vojens             |                                                                                 |
| Aabenraa, Ensted, Løjt, samt Søst, Rise, Brunde og Rise-Hjarup Ejerlav (Rise kommune)                                                                  | Aabenraa           |                                                                                 |

### Ribe amt
Omfattede 14 kommuner. Var i grove træk en gengivelse af samme areal som det forhenværende Ribe Amt. Amtssædet lå i Ribe.
| Ribe Amt | Ribe Amt    | Ribe Amt     |
| Tidligere | Ny          | Bemærkninger |
| --- | ----------- | ------------ |
| Grene, Vorbasse, samt Store-Almstok (undtagen enkelte matrikler i Vandel, Randbøl kommune) | Billund     |              |
| Blåbjerg | Blåbjerg    |              |
| Ho-Okseby, Ål | Blåvandshuk |              |
| Bramminge, Gørding, Hunderup, Vejrup | Bramminge   |              |
| Brørup, samt Adserbølgårde, Debel, Gilbjerg, Lindknud, Vittrup, Hyldelund (undtagen en række matrikler), Okslund (undtagen en række matrikler) og en række matrikler i Klelund i Lindknud kommune                                                                   | Brørup      |              |
| Esbjerg, Guldager, Sneum, Tjæreborg, samt Hostrup Sogn (Alslev-Hostrup kommune) | Esbjerg     |              |
| Nordby, Sønderho | Fanø        |              |
| Grindsted, Hejnsvig, Filskov, Ansager (undtagen Ålling, Ansager, Kvie, Lærkeholt, Lund, Skovlund samt den vestlige del af Stenderup), en række matrikler i Hallundbæk (Blåhøj kommune), Sønder Omme (undtagen den nord- og vestlige del af Juellingsholm Hovedgård) | Grindsted   |              |
| Helle | Helle       |              |
| Føvling, Holsted, Åstrup, samt Lindknud (undtagen en række matrikler i Klelund) | Holsted     |              |
| Ribe, Farup, Hjortlund, Jernved, Kalvslund, Mandø, Obbekær, Seem, Vester Vedsted, Vilslev, Øster Vedsted, Hviding, Roager, Spandet | Ribe        |              |
| Varde, Horne, Janderup-Billum, Thorstrup, samt Alslev Sogn (Alslev-Hostrup kommune) | Varde       |              |
| Andst, Gesten, Malt, Veerst-Bække, Vejen | Vejen       |              |
| Ølgod, samt Ålling, Ansager, Kvie, Lærkeholt, Lund, Skovlund samt den vestlige del af Stenderup i Ansager kommune | Ølgod       |              |

### Vejle Amt
Bestod af 16 kommuner fra det fhv. Vejle Amt, samt dele af hhv. Skanderborg og Ribe Amter. Amtssædet lå i Vejle.
| Vejle Amt | Vejle Amt     | Vejle Amt    |
| Tidligere | Ny            | Bemærkninger |
| --- | ------------- | ------------ |
| Brædstrup, Grædstrup, Sønder Vissing-Voerladegård, Tønning-Træden, samt en del af Klovborg Sogn (Klovborg-Tyrsting Kommune) | Brædstrup     |              |
| Gauerslund, Gårslev, Smidstrup, Skærup (undtagen Svinholt, samt den nordlige del af Skærup og Damkær) | Børkop        |              |
| Bredsten, Egtved, Nørup, Vester Nebel, Ødsted, Øster Starup, Jerlev (undtagen 2 matrikler i Tvedgård), Randbøl (undtagen enkelte matrikler i Vandel) | Egtved        |              |
| Fredericia, Bredstrup, Erritsø, Herslev, Pjedsted, Taulov | Fredericia    |              |
| Gangsted-Søvind, Hovedgård, Kattrup-Tolstrup, Østbirk-Yding | Gedved        |              |
| Give, Øster Nykirke, Thyregod-Vester (undtagen en række matrikler i Hastrup) | Give          |              |
| Hedensted-Daugård, Korning, Løsning, Øster Snede (undtagen en række matrikler i Agersbøl), Urlev Sogn (undtagen enkelte matrikler i Hornum), samt 2 matrikler i Lystrup (Stenderup Sogn), Eriknauer (Hatting-Torsted Kommune), en række matrikler i Ørum (Grejs-Sindbjerg Kommune), Bottrup (Ølsted Kommune), en enkelt matrikel i Assendrup (Engum Kommune) | Hedensted     |              |
| Horsens, Endelave, Lundum-Hansted, Tamdrup, Vær-Nebel, Tyrsted-Uth, Hatting-Torsted (undtagen Eriknauer), samt en række matrikler i Skjold (Glud-Skjold kommune) | Horsens       |              |
| Jelling | Jelling       |              |
| Juelsminde, Nebsager-Bjerre, Rårup, Glud-Skjold (undtagen en række matrikler i Skjold), Urlev-Stenderup (undtagen enkelte matrikler i Hornum og 2 matrikler i Lystrup). | Juelsminde    |              |
| Kolding, Alminde, Dalby, Harte-Nørre Bramdrup, Sønder Bjært, Sønder Stenderup, Viuf, Vonsild, Seest | Kolding       |              |
| Lunderskov | Lunderskov    |              |
| Nørre Snede, Ejstrup (undtagen en række matrikler i Store Nørlund, og enkelte matrikler i Fruergård), Klovborg Sogn (undtagen en del der bliver lagt under Brædstrup kommune) (Klovborg-Tyrsting kommune) | Nørre Snede   |              |
| Hvirring-Hornborg, Linnerup-Hammer, Tørring, Åle, Langskov, Uldum, Grejs-Sindbjerg (undtagen en række matrikler i Ørum), samt en række matrikler i Agersbøl (Øster Snede kommune) | Tørring-Uldum |              |
| Vamdrup, Ødis | Vamdrup       |              |
| Vejle, Hornstrup, Hover, Højen, Skibet, Vinding, Engum (undtagen en enkelt matrikel i Assendrup), 2 matrikler i Jerlev, samt Svinholt, og dele af Skærup og Damkær | Vejle         |              |

### Ringkøbing Amt
Omfattede 18 kommuner. Bestod i grove træk af det gamle Ringkøbing Amt, med små justeringer fra Skanderborg Amt. Amtssædet lå i Ringkøbing.
| Ringkøbing Amt | Ringkøbing Amt    | Ringkøbing Amt                                                          |
| Tidligere | Ny                | Bemærkninger                                                            |
| --- | ----------------- | ----------------------------------------------------------------------- |
| Aulum-Hodsager, Haderup, Grove (undtagen Ur Gårde, Hessellund, Kølvrå Gårde, 2 matrikler i Gindeskov, Barslund, 4 matrikler i Grågårde og Gedhus) | Aulum-Haderup     |                                                                         |
| Brande, Blåhøj (undtagen en række matrikler i Hallundbæk), samt en række matrikler i Hastrup (Thyregod-Vester Kommune) | Brande            |                                                                         |
| Egvad | Egvad             |                                                                         |
| Herning, Ilskov, Rind, Snejbjerg, Simmelkær, Sinding, Sunds, Ørre, Gjellerup (undtagen en række matrikler i Skovby), samt en række matrikler i Store Nørlund og en række matrikler i Fruergård (Ejstrup Kommune)                                                                                              | Herning           |                                                                         |
| Holmsland | Holmsland         |                                                                         |
| Holstebro, Borbjerg, Idum, Mejrup, Naur-Sir, Nørre Felding, Tvis, Råsted (undtagen en del mellem Stenum Hovedgård og Ulfborg Sogn), samt 2 matrikler i Vejrum | Holstebro         |                                                                         |
| Bording, Ikast, samt en række matrikler i Skovby (Gjellerup Kommune), Engesvang, Kærshoved (Vrads Sogn, Vinding-Bryrup-Vrads Kommune) | Ikast             |                                                                         |
| Lemvig, Dybe-Ramme, Faberg, Fjaltring-Trans, Gudum, Klinkby, Lomborg-Rom, Nørre Nissum, Tangsø | Lemvig            |                                                                         |
| Ringkøbing, Hee, Hover, No, Stadil, Sønder Lem, Tim, Vedersø, Velling, Ølstrup, Thorsted (undtagen 0,6 ha i Thorsted Sogn), et areal i Bækbo & Rabjerggårde (Dejbjerg Kommune), et 260 m2 areal i Dejbjerg Sogn (Dejbjerg Kommune), 0,8 ha af Ulfborg Sogn, 0,1 ha af Vind Sogn, samt Husby Klit (Husby Sogn) | Ringkøbing        | Ændringer i Vind Sogn og Thorsted Sogn er grundet regulering af Madum Å |
| Skjern, Bølling-Sædding, Faster, Hanning, Stauning, Dejbjerg (undtagen et 260 m2 areal i Dejbjerg Sogn og Bækbo & Rabjerggårde), Borris (undtagen den nordlige del af Ahler Gårde og Gåsdalhede) | Skjern            |                                                                         |
| Struer, Gimsing, Hjerm, Resen-Humlum, Venø, Ølby-Asp-Fousing, Vejrum (undtagen 2 matrikler) | Struer            |                                                                         |
| Harboøre-Engbjerg, Thyborøn | Thyborøn-Harboøre |                                                                         |
| Hvidbjerg-Lyngs, Jegindø, Søndbjerg-Odby | Thyholm           |                                                                         |
| Vildbjerg-Nøvling, Timring, Nørre Omme (undtagen en del af hovedejerlavet Nørre Omme Sogn), Vinding-Vind (undtagen 0,1 ha af Vind Sogn) og 0,2 ha af Thorsted Sogn | Trehøje           | Ændringer i Vind Sogn og Thorsted Sogn er grundet regulering af Madum Å |
| Gørding-Vemb-Bur, Madum, Staby, Sønder Nissum, Ulfborg, Husby (undtagen Husby Klit), Stenum Hovedgård og Ulfborg Sogn (Råsted Kommune), samt 0,4 ha i Thorsted Sogn | Ulfborg-Vemb      | Ændringer i Vind Sogn og Thorsted Sogn er grundet regulering af Madum Å |
| Brejning, Nørre Vium-Herborg, Vorgod, samt den nordlige del af Ahler Gårde og Gåsdalhede (Borris Kommune) og en del af hovedejerlavet Nørre Omme Sogn (Nørre Omme Kommune) | Videbæk           |                                                                         |
| Ejsing, Hanbjerg, Ryde, Sahl, Sevel | Vinderup          |                                                                         |
| Assing, Skarrild, Sønder Felding, samt den nord- og vestlige del af Juellingsholm Hovedgård (Sønder Omme Kommune) | Aaskov            |                                                                         |

### Århus Amt
Amtet bestod af 26 kommuner. En sammenlægning af Randers, Skanderborg og Århus Amter. Dog blev Nørre Snede, Brædstrup og Tørring-Uldum kommuner lagt under Vejle Amt. Amtssædet lå i Højbjerg.
| Århus Amt | Århus Amt   | Århus Amt    |
| Tidligere | Ny          | Bemærkninger |
| --- | ----------- | ------------ |
| Ebeltoft, Agri-Egens, Dråby, Helgenæs, Hyllested-Rosmus, Knebel-Rolsø, Tirstrup-Fuglslev, Tved, Vistoft | Ebeltoft    |              |
| Galten, Skivholme-Skovby | Galten      |              |
| Svostrup, Dallerup, Skorup-Tvilum-Voel, Gjern-Skannerup (undtagen 8790 m2 af en matrikel i Søbyvad Mølle) | Gjern       |              |
| Grenaa, Anholt, Lyngby-Albøge, Ålsø-Vejlby | Grenaa      |              |
| Hadsten (undtagen 0,01 ha i Erslev), Voldum-Rud, samt Lerbjerg Sogn (Laurbjerg-Lerbjerg kommune) | Hadsten     |              |
| Hammel, Lading, samt 8790 m2 af en matrikel i Søbyvad Mølle (Gjern-Skannerup Kommune) | Hammel      |              |
| Hinnerup | Hinnerup    |              |
| Hørning, Veng | Hørning     |              |
| Houlbjerg-Granslev, Øster Velling-Helstrup-Grensten, Langå Sogn, Torup Sogn, samt Østergård Hovedgård (undtagen enkelte matrikler) (Vellev Sogn), Værum-Ørum, Laurbjerg Sogn | Langå       |              |
| Mariager (undtagen en række matrikler i Gettrup), Udbynder-Kastbjerg, Falslev-Vindblæs (undtagen en række matrikler i Haderup) | Mariager    |              |
| Kolind, Marie Magdalene-Koed, Nimtofte-Tøstrup | Midt-Djurs  |              |
| Dalbyneder-Dalbyover, Gjerlev-Enslev, Hald-Kærby, Harridslev-Albæk, Råby-Sødring, Støvring-Mellerup, Tvede-Linde, Øster Tørslev | Nørhald     |              |
| Nørre-Djurs | Nørre-Djurs |              |
| Alrø, Gosmer-Halling, Gylling, Hundslund, Odder, Randlev-Bjerager, Saxild-Nølev, Tunø, Ørting-Falling, samt en række matrikler i Rantzausgave Hovedgård (Solbjerg Kommune) | Odder       |              |
| Asferg-Fårup, Spentrup-Gassum, Kousted Sogn, Nørbæk-Sønderbæk-Læsten, Øster Bjerregrav-Ålum | Purhus      |              |
| Randers, Borup, Dronningborg, Gimming-Lem, Haslund-Ølst, Kristrup, Vorup, Råsted Sogn, samt 0,01 ha i Erslev | Randers     |              |
| Hornslet, Hvilsager-Lime, Mygind-Krogsbæk-Skørring, Søby-Skader-Halling, Mørke (undtagen Ugelbølle, Balskov Gårde), samt 570 m2 af en matrikel i Vorre (Skødstrup Sogn) | Rosenholm   |              |
| Gjesing-Nørager, Holbæk-Udby, Vivild-Vejlby, Voer-Estruplund, Ørsted, samt en række matrikler i Fausing bys enge, i Grund og i Drammelstrup byers enge (Gammel Estrup Kommune) | Rougsø      |              |
| Låsby, Ry | Ry          |              |
| Rønde, Ugelbølle (Mørke Kommune), Balskov Gårde (Mørke Kommune) | Rønde       |              |
| Samsø | Samsø       |              |
| Silkeborg, Linå, Balle, Funder, Gødvad, Kragelund, Lemming, Sejling-Sinding, Serup, samt en del af Virklund (Them Sogn) | Silkeborg   |              |
| Skanderborg, Hylke, Ovsted-Tåning, Fruering-Vitved (undtagen Fastrup) | Skanderborg |              |
| Virring-Essenbæk, Årslev-Hørning, samt en række matrikler i Fausing bys enge, i Grund og i Drammelstrup byers enge (Gammel Estrup Kommune) | Sønderhald  |              |
| Them (undtagen en del af Virklund (Them Sogn)), Vinding-Bryryp-Vrads (undtagen Kærshoved i Vrads sogn) | Them        |              |
| Århus, Beder-Malling, Borum-Lyngby, Brabrand-Årslev, Elev, Elsted, Harlev-Fremlev, Hasle, Holme-Tranbjerg, Mårslet, Ormslev-Kolt, Sabro-Fårup, Tilst-Kasted, Trige, Vejlby-Risskov, Viby, Åby, Hjortshøj-Egå, Todbjerg-Mejlby, Solbjerg (undtagen en række matrikler i Rantzausgave Hovedgård), Skødstrup (undtagen 570 m2 af en matrikel i Vorre) | Århus       |              |

### Viborg Amt
Amtet bestod af 17 kommuner. Amtssædet lå i Viborg.
| Viborg Amt | Viborg Amt  | Viborg Amt   |
| Tidligere | Ny          | Bemærkninger |
| --- | ----------- | ------------ |
| Højbjerg-Elsborg, Sahl-Gullev, Vindum, Bjerringbro (undtagen Himmestrup Enge, Lee Sogn samt en række matrikler i Lee By), Mammen (undtagen en række matrikler i hhv. Hesselholt og Nørreåhus), samt Skjern Sogn (Vester Velling-Skjern Kommune), Hesselbjerg (Hvorslev-Gerning Kommune), samt enkelte matrikler ved Himmestrup Hovedgård.                                           | Bjerringbro |              |
| Daubjerg-Mønsted-Smollerup, Vridsted-Fly, Nørre Borris Sogn (Tårup-Kvols-Nørre Borris Kommune), Kobberup-Feldingbjerg-Gammelstrup (undtagen Søby, Røgind Gamskær og Ajstrup Gårde, samt den nordøstlige del af Tastum Sø Ejerlav), Vroue-Resen (undtagen Høgild, Over Torp, Neder Torp og Rabis).                                                                                   | Fjends      |              |
| Tømmerby-Lild, Hanstholm (undtagen 2,8 km2 af Vester Vandet Sogn), samt 3,8 km2 af Nors-Tved Kommune. | Hanstholm   |              |
| Vejerslev-Aidt-Thorsø, Sønder Vinge Sogn (Langå-Thorup-Sønder Vinge Kommune), Vester Velling Sogn (Vester Velling-Skjern Kommune), Hvorslev-Gerning (undtagen Hesselbjerg), Vellev (undtagen alle på nær 1 matrikel i Østergård Hovedgård og den østlige del af Vellev By). | Hvorslev    |              |
| Frederiks, Karup, samt den sydlige del af Fløjgårdene og Skovhuset (Finderup Sogn), den sydvestlige del af Dollerup, en række matrikler i Neder-Testrupgård, den vestlige del af Over Testrup, Sjørup (Alle i Ravnsbjerg Kommune), Høgild, Over Torp, Neder Torp og Rabis (Vroue-Resen Kommune) og Ur Gårde, Hessellund, Kølvrå Gårde (undtagen en række matrikler) (Grove Kommune) | Karup       |              |
| Grønbæk, Hinge, Kjellerup, Levring, Sjørslev, Thorning, Vindelev, Vium | Kjellerup   |              |
| Nykøbing Mors, Alsted-Bjergby, Dragstrup-Skallerup, Flade-Sønder Dråby, Frøslev-Mollerup, Galtrup-Øster Jølby, Karby-Hvidbjerg-Redsted, Ljørslev-Ørding, Lødderup-Elsø, Sejerslev-Ejerslev-Jordsby, Solbjerg-Sundby, Tæbring-Outrup-Rakkeby, Tødsø-Erslev, Vejerslev-Blidstrup, Øster Assels-Vester Assels.                                                                         | Morsø       |              |
| Hersom-Vester Bjerregrav, Klejtrup, Låstrup-Skals, Tostrup-Roum, Ulbjerg-Lynderup. | Møldrup     |              |
| Durup-Tønderup, Hjerk-Harre, Nautrup-Sæby-Vile, Roslev, Rybjerg. | Sallingsund |              |
| Skive, Hem-Hindborg-Dølby, Højslev-Dommerby-Lundø, Ørslevkloster, Ørum, samt Søby, Røgind Gamskær, Ajstrup Gårde og den nordøstlige del af Tastum Sø Ejerlav (Kobberup-Feldingbjerg-Gammelstrup Kommune). | Skive       |              |
| Oddense-Otting, Balling-Volling, Brøndum-Hvidbjerg, Håsum-Ramsing, Krejbjerg, Lem-Vejby, Lihme, Rødding. | Spøttrup    |              |
| Fuur, Grinderslev-Grønning, Jebjerg-Lyby, Junget-Thorum, Selde-Åsted, Thise. | Sundsøre    |              |
| Bedsted-Grurup, Boddum-Ydby, Hassing-Villerslev, Helligsø-Gettrup, Hurup, Hvidbjerg-Ørum-Lodbjerg, Skyum-Hørdum, Vestervig-Agger og Visby-Heltborg. | Sydthy      |              |
| Thisted, Harring-Stagstrup, Hillerslev-Kåstrup, Hundborg-Jannerup, Hunstrup, Sennels, Sjørring-Torsted, Skinnerup, Skjoldborg-Kallerup, Snedsted-Nørhå, Sønderhå-Hørsted, Thisted landsogn, Tilsted, Vang-Tvorup, Vester Vandet-Øster Vandet, Øsløs-Vesløs-Arup og Østerild, samt 3,8 km2 af Nors-Tved Kommune og 2,8 km2 af Vester Vandet Sogn (Hanstholm Kommune).                | Thisted     |              |
| Rødding-Løvel-Pederstrup, Tjele-Nørre Vinge, Vammen-Lindum-Bigum, Vorning-Kvorning-Hammershøj, Ørum-Viskum-Vejrum (undtagen Himmestrup Enge og en enkelt matrikel i Lee By) og en række matrikler i hhv. Hesselholt og Nørråhus (Mammen Kommune) | Tjele       |              |
| Viborg, Almind, Asmild-Tapdrup, Sønder Rind, Viborg-Gråbrødre Landdistrikt, Vinkel, Vorde-Fiskbæk-Romlund, samt Tårup Sogn og Kvols Sogn (begge Tårup-Kvols-Nørre Borris Kommune), | Viborg      |              |
| Gedsted-Fjeldsø, Vesterbølle og Aalestrup | Aalestrup   |              |

### Nordjyllands Amt
Amtet bestod af 27 kommuner. Amtssædet lå i Aalborg. Amtet bestod af en sammenlægning af Hjørring Amt og Ålborg Amt. Dele af Mariager (der indgår i den nye Hobro kommune) og Falslev-Vindblæs (der indgår i den nye Hadsund Kommune), indgår også i Nordjyllands Amt.
| Nordjyllands Amt | Nordjyllands Amt | Nordjyllands Amt |
| Tidligere | Ny               | Bemærkninger     |
| --- | ---------------- | ---------------- |
| Astrup-Storarden, Oue-Valsgård, Rold-Vebbestrup, Rostrup | Arden            |                  |
| Brovst | Brovst           |                  |
| Brønderslev, Hellum, Jerslev, Serritslev, Tolstrup-Stenum, Øster Brønderslev-Hallund, Thise Sogn (Vrensted-Thise Kommune), samt en række matrikler i Vildmosen (Ajstrup Sogn) | Brønderslev      |                  |
| Dronninglund, Hellevad-Ørum, Voer | Dronninglund     |                  |
| Lovns-Alstrup, Strandby-Farsø, Ullits-Fovlum, Vester Hornum-Hyllebjerg-Flejsborg, samt Svoldrup (Vognsild Sogn) | Farsø            |                  |
| Fjerritslev, Hjortdal, Kettrup-Gøttrup, Thorup-Klim, Vust, Haverslev-Bejstrup, Skræm | Fjerritslev      |                  |
| Frederikshavn, Elling, Flade-Gærum, Hirsholmene, Åsted-Skærum, samt ejerlavene Store- og Lille Stensig og den nordlige del af Understed Sogn. | Frederikshavn    |                  |
| Als, Hadsund, samt en længere række matrikler i Haderup, Lystryp og Ajstrup (alle i Vindblæs Sogn) | Hadsund          |                  |
| Hals, Ulsted, Vester Hassing-Øster Hassing | Hals             |                  |
| Bindslev, Hirtshals, Tornby-Vidstrup, Tversted-Uggerby | Hirtshals        |                  |
| Hjørring, Bjergby-Mygdal, Sct Hans-Sct. Olaj, Skallerup-Vennebjerg, Tårs, Vrejlev-Hæstrup, samt Mårup Sogn (Rubjerg-Mårup Kommune) | Hjørring         |                  |
| Hobro, Glenstrup, Hvornum-Snæbum, Sønder Onsild-Nørre Onsild, Øls-Hørby-Døstrup | Hobro            |                  |
| Læsø | Læsø             |                  |
| Løgstør, Kornum-Løgsted, Næsborg-Salling-Oudrup, Overlade, Ranum-Malle, Vilsted-Vindblæs, Aggersborg | Løgstør          |                  |
| Børglum-Furreby, Jelstrup-Lyngby, Vrå, Rubjerg-Mårup, samt Vrensted Sogn (Vrensted-Thise Kommune) | Løkken-Vrå       |                  |
| Nibe, Bislev, Farstrup, Lundby, Sebber, St. Ajstrup, Vokslev, samt Ejdrup Sogn (undtagen Kelddalgårde og Kelddalskær, samt en række matrikler i Ejdrup) | Nibe             |                  |
| Brorstrup-Haverslev, Ravnkilde, Rørbæk-Nørager | Nørager          |                  |
| Ingstrup-Vester Hjermitslev-Alstrup, Jetsmark, Saltum-Hune | Pandrup          |                  |
| Gudum-Lillevorde, Kongerslev-Korndrup, Mou, Sejlflod, Storvorde | Sejlflod         |                  |
| Sindal | Sindal           |                  |
| Skagen, Råbjerg, Skagen Landsogn | Skagen           |                  |
| Bælum-Solbjerg, Fræer, Gerding-Blenstrup, Skibsted-Lyngby, Skørping, St. Brøndum-Siem-Thorup | Skørping         |                  |
| Buderup-Gravlev, Sønderup-Suldrup, Veggerby, Årestrup, Øster Hornum (undtagen Lyngbjerggård, enkelte matrikler i Guldbæk, samt den nordlige del af Volstrup), samt 835 m2 af en ejendom i Skivum (Skivum-Giver kommune) | Støvring         |                  |
| Sæby, Albæk, Hørby, Skæve, Torslev, Volstrup, samt Understed-Karup (undtagen Understed Sogn) | Sæby             |                  |
| Gjøl, Vedsted, Åby-Biersted | Aabybro          |                  |
| Aalborg, Nørresundby, Ellidshøj-Svenstrup, Ferslev-Dall, Volsted, Gunderup-Nøvling, Hasseris, Horsens-Hammer, Nørholm, Romdrup-Klarup, Sønder Tranders, Sønderholm-Frejlev, Vadum, Sulsted-Ajstrup (undtagen en række matrikler i Vildmosen) (Ajstrup Sogn), samt Lyngbjerggård, enkelte matrikler i Guldbæk, samt den nordlige del af Volstrup (Øster Hornum Kommune) | Aalborg          |                  |
| Gundersted, Havbro, Ulstrup, Aars, Skivum-Giver (undtagen 835 m2 af en ejendom i Skivum (Skivum-Giver kommune), Gislum-Vognsild (undtagen Svoldrup (Vognsild Sogn)), samt Blære Sogn (Blære-Ejdrup Kommune) og Kelddalgårde og Kelddalskær, samt en række matrikler i Ejdrup) (Ejdrup Sogn)                                                                            | Aars             |                  |